# Бирсуат (река)
Бирсуат (Берсуат) — река в Казахстане и России, протекает по Житикаринскому и Брединскому районам Костанайской и Челябинской областях. Устье реки находится в 49 км от устья реки Синташты по правому берегу. После впадения в Синташту, та изменяет название на Желкуар. Длина реки — 100 км, площадь водосборного бассейна — 2210 км².
На протяжении 40 км формирует государственную границу между Казахстаном и Россией.

## Притоки
От истока к устья в реку впадают притоки:
- Былкылдак
- Карауй (Карасу), 76 км до устья
- Поперечная
- Скуба, 64 км до устья
- Сарысай

## Населённые пункты
- Берсуат
- Наследницкий
- Атамановский
- Степной
- Дружба
- Мариинское

## Данные водного реестра
По данным государственного водного реестра России относится к Иртышскому бассейновому округу, водохозяйственный участок реки — Тобол от истока до впадения реки Уй, без реки Увелька, речной подбассейн реки — Тобол. Речной бассейн реки — Иртыш.
Код объекта в государственном водном реестре — 14010500212111200000256.